# Песме од бола
Песме од бола је други студијски албум српског поп-фолк певача Аце Лукаса, који је издат 1996. године за Комуну и Lucky Sound.

## Обраде
- 1. Песма од бола (оригинал: Antypas - Gia ta lefta ta kaneis ola)
- 2. Ја живим сам (оригинал: Нервозни поштар - Ја живим сам)
  - Оригинална верзија песме ,,Ја живим сам" је снимљена 1989. године. Ту песму је отпевала група Нервозни поштар.
- 4. Мирис тамјана (оригинал: Халид Бешлић - Љиљани)
  - Оригинална верзија песме ,,Љиљани" је снимљена 1991. године. Ту песму је отпевао Халид Бешлић. Само што је у тој песми 6 година касније убачено ,,тамјана" уместо ,,љиљана".
- 5. Шта учини црни гавране (оригинал: Мухарем Сербезовски - Шта учини болан јаране)
  - Оригинална верзија песме ,,Шта учини црни гавране" је снимљена 1993. године. Ту песму је отпевао Мухарем Сербезовски. Само што је поред наслова нумере у тој песми 4 године касније измењен и текст.